# Safeta Obhođaš
Safeta Obhođaš (* 1951 in Pale) ist eine bosnische Schriftstellerin. Sie lebt seit 1992 in Deutschland und ist mit Werken in bosnischer und deutscher Sprache hervorgetreten, die sich mit der Problematik von Frauen zwischen Kulturen befassen.

## Leben
Safeta Obhođaš besuchte Schulen in ihrer Heimatstadt und Sarajevo. Trotz früher Heirat gelang es ihr neben der Erziehung zweier Töchter und Erwerbstätigkeit als Bürokraft an der Universität von Sarajewo Journalismus zu studieren.
1979 erschienen als Erstlingswerk neun Erzählungen unter dem Titel Die Frau und das Geheimnis. Für die darin enthaltene Erzählung Der australische Fink erhielt sie 1987 den Republikpreis von Bosnien und Herzegowina. Es folgten Hörspiele und Theaterstücke. Ältere Werke wurden ins Deutsche übersetzt; Rache und Illusion, ein bosnisches Gastmahl erschien in deutscher Sprache. 1997 erhielt sie ein Arbeitsstipendium des Landes Nordrhein-Westfalen für das Stuttgarter Schriftstellerhaus, wo sie den Roman Scheherezade im Winterland schrieb.
Ein Ergebnis islamisch-christlicher Begegnung wurde das Buch Legenden und Staub, das sie 2002 zusammen mit dem christlichen Iraker Sargon Boulos verfasste. Nach Beendigung des Bosnienkrieges unternahm Safeta Obhođaš mehrere Lesereisen nach Bosnien. Ihr Buch, der Roman Die Bauchtänzerin erschien 2006 in bosnischer Sprache.

## Werke
- Das Geheimnis – die Frau, Erzählungen, Melina-Verlag Ratingen 1996
  - Bosnisch: Zena i tajna, Verlag Veselina Maslesa, Sarajevo 1987
- Hana, Roman, Melina-Verlag Ratingen 1995
- Rache und Illusion – ein bosnisches Gastmahl, Melina-Verlag Ratingen 1997
- Scheherezade im Winterland, Roman, Melina-Verlag, Ratingen 1998
  - Bosnisch: Seherzade u zemlji dugih zima, Verlag Bosanska rijec, Wuppertal 1999
- Legenden und Staub, eine Morgenland-Abendland-Arabeske (mit Co-Autor Sargon Boulos) LIT-Verlag, Münster 2001, 2. Auflage: 2007
  - Bosnisch: Legenda i prasina, Verlag Bosanska rijec, Wuppertal / Tuzla 2001
- Die Bauchtänzerin, Roman.
  - Bosnisch: Trbusna plesacica, Verlag Bosanska rijec, Wuppertal / Tuzla 2006

Die Rundfunkanstalten von Sarajevo, Belgrad, Zagreb, Podgorica und Skopje haben folgende Hörspiele ausgestrahlt (1980 bis 1992):
- Das heiße Wasser, Der Zeuge, Die kleine Insel, Der kleine Flügel, Die Frau und das Geheimnis, Die Balkanpest

Radio Zagreb strahlte 2000 ihr Hörspiel Aus dem Wartezimmer der Vertriebenen aus.
Der ORF übertrug im Februar 2007 ihre Erzählung Die Freundin.

## Würdigung
Safeta Obhođaš war in Bosnien in Literaturkreisen bekannt, als sie 1992 vor dem Terror der „ethnischen Säuberung“ mit ihrer Familie nach Deutschland floh und in Wuppertal lebte. Ihre Werke sind in bosnischer und deutscher Sprache erschienen. Als Muslimin in einer politisch von Männern dominierten Welt aufgewachsen, schildert sie in Romanen, Hörspielen und Erzählungen vorwiegend den Weg und das Erleben von Frauen. Dabei stellt sie deren Selbstfindung und Selbstbehauptung im Spannungsfeld von religiöser Überlieferung und modernem Leben dar. Ihr Thema ist auch das von Frauen, die zwischen den Rollenerwartungen von Tradition und sozialistischer Staatsordnung eine Distanz schaffen müssen, um zu eigenverantwortlichem Denken und Fühlen, zu moralischer Autonomie vorzudringen. Dabei kommt es zu einer Dramatik der Gefühle, die mit den Mitteln professionellen Schreibens dargestellt wird. Die Unfähigkeit der Volks-, Religions- und Politgruppen des ehemaligen Jugoslawiens, untereinander Frieden zu schaffen, wird in den Schicksalen ihrer Figuren dargestellt.

## Charakterisierung einzelner Werke
Der Gewerkschaftsurlaub der Naza Jusufova (Erzählung aus Das Geheimnis – die Frau)
Naza, alleinerziehende Mutter zweier Kinder, arbeitet für Hungerlohn in der Gewerkschaftsküche und muss sich der sexuellen Nachstellungen der Genossen erwehren. Nach ihrer gescheiterten Ehe ringt sie mühsam um Selbstachtung. Dass sie für einen Gewerkschaftsurlaub auf einer Mittelmeerinsel ausersehen wurde, will ihr lange nicht in den Kopf. Auf der Insel begegnet ihr eine für sie unfassbar paradiesische Welt. Ihre Kinder bitten sie um Eis und Melonen, aber ihr Geld reicht ihr nur knapp für die eigenen Zigaretten. Ein offenbar wohlhabender Badegast beobachtet sie, kauft den Kindern Eis, was sie in eine falsche Richtung deutet. Daraus erwächst ein Konflikt, erzählt in der Ichform mit enormer Dichte und Gefühlsintensität.
Der Abgrund (Erzählung aus Das Geheimnis – die Frau)
Wer ist der größte Nationalist? Ein intellektueller Politiker stellt diese Frage in einem Rehabilitationszentrum für Unfallgeschädigte. Da sich zu viele zum Thema melden, muss die Reihenfolge ausgelost werden. Der christliche Busfahrer Sreten berichtet von seiner kurzen Ehe, die ihn und seine „türkische“ Frau aus dem jeweiligen Familienverband gerissen haben. Er hat mühsam deutsche Mark aufgetrieben, die er unter anderem als Bestechungsgeld braucht, um den neuen Bus zugeteilt zu bekommen, den die Kommune anschaffen wird. Nur so kann er sich beruflich verbessern. Aber die hochschwangere Frau Maida benutzt seine Abwesenheit, nimmt das Geld und gibt es für dringend benötigte Babysachen, Vorhänge und Hausrat aus. Es kommt zur Katastrophe. Er resümiert, dass seine Ex-Frau die größte Nationalistin sei.
Nana (Roman)
Nana, die Vater und Mutter nicht kennt, wächst zunächst bei einem Onkel auf und ist dessen verhätschelter Liebling. Es geht ihr gut. Aber als der Onkel stirbt, muss sie aus dem Haus. Ein Beg (türkisch für höher gestellte Person, eine Art Bürgermeister) nimmt sie in sein Haus auf. Als sie ins Heiratsalter kommt, wird sie an einen halbtauben Tollpatsch verkuppelt, einen Kraftmenschen mit riesigen Händen und zwei Pferden, mit denen er sein Brot verdient. Er vergöttert die schöne junge Frau und unterwirft sich ihrem Willen, sie dagegen findet ihn abstoßend. Das gemeinsame Heim ist eine verwahrloste Hütte. Hana wendet alle erlernten Fähigkeiten auf, um sie bewohnbar zu machen, während sie sich ihren Mann lange vom Leib hält und ihn auch sonst in mancher Weise demütigt. Nach und nach erfährt sie, wer die Frau ist, deren außereheliches Kind sie war. Um trotz dieses Fehltritts (der Vater war vielleicht ein deutscher Nazi) noch verheiratet werden zu können, hatte ihre Mutter dem Brauch gemäß Hana verstecken und ihr als ihrem Kind auf immer abschwören müssen. Auch Hana wird schließlich Mutter von Zwillingen. Bei einem Dorffest trifft sie Halif, ihren Jugendschwarm wieder und lässt sich mit ihm ein. Die balkanische Tragödie tritt in ihr Endstadium.
Der Roman schildert in Form einer Rahmenerzählung höchst eindringlich, wie seine Personen in den muslimischen Rollenerwartungen gefangen sind. Die literarischen Gestaltungsmittel sind
u. a. Dialoge auf verschiedenen Sprachhöhen und innere Monologe.
Scheherezade im Winterland (Roman)
Nadira wächst in einem engen bosnisch-muslimischen Milieu auf. Die Frauen der Familie haben, abgesehen von einer modern und ungezwungen lebenden Tante, kein Verständnis für den Lese- und Schreibeifer des Mädchens. Im fortgeschrittenen Alter erkämpft sie sich die Freiheit, eine Erzählung zu einem Wettbewerb einzusenden. Aber als sie damit dann tatsächlich den ersten Preis erringt, führt das in der häuslichen Umgebung zu unerwarteten Konflikten. So eine Auszeichnung könnte ja dazu führen, dass es mit der als bloße Marotte angesehenen Schriftstellerei ernst wird. Und das liegt bei einer Frau nicht im vorgesehenen Bereich der Verwirklichung. In einem dichten Geflecht von Beziehungen muss Nadira lernen, mit korrupten Verhältnissen zu leben, Lippenbekenntnisse als solche zu erkennen und zu erfahren, dass das politische Beziehungsgedickicht bis in die Familien hineinwirkt. Folgerichtig verhakt sich Nadira selbst im Gestrüpp und verkennt zum eigenen Schaden Menschen, die ihr wohlgesinnt sind. Überall drohen im Hintergrund noch dazu Machenschaften, die sich in ihrem Verlauf als Kriegsvorbereitungen zu erkennen geben.
Ein vielschichtiger Roman. Die Autorin versteht es, durch Andeutungen, Vorausnahmen, Abbruch von Episoden, offene Fragen in Dialogen, eingestreute Gedanken Nadiras eine innere Spannung zu erzeugen, die wenig äußere Handlung benötigt. Die einzelnen Episoden führen den Leser häufig in unvorhergesehene Richtungen, Erwartungshaltungen werden nicht bedient. Auch hier ist es der Autorin gelungen das auszudrücken, was man den eben nicht „kleinen Unterschied“ im Denken und Fühlen von Mann und Frau nennen könnte.